# 隱退凱基介
隱退凱基介（学名：Keijia telesphoria）为真花介科凱基介屬下的一个种。